# Науман, Фридрих
Фридрих Науман (нем. Friedrich Naumann; 25 марта 1860, Гроспёсна, — 24 августа 1919, Травемюнде) — германский политический деятель, монархист и социал-либерал, бывший пастор. Один из основателей немецкого Веркбунда.

## Биография
Родился в деревне Штёрмталь (ныне в составе общины Гроспёсна) под Лейпцигом. Посещал лейпцигскую школу св. Николая и мейсенскую земельную школу св. Афры. Изучал богословие в Лейпциге и Эрлангене, с 1883 года работал в Rauhes Haus, в 1886 году получил приход. В 1890 году присоединился к консервативной Христианско-социальной партии, но покинул её спустя шесть лет.
До 1894 года был евангелическим пастором; деятельно участвовал в евангелическо-социальных конгрессах, на которых господствовало социально-консервативное направление с антисемитским оттенком, но представлял там вместе с Паулем Гёре крайнюю левую фракцию. Безусловный монархист, противник классовой борьбы, сторонник национального и военного могущества Германской империи и её экспансии. Таким образом, его социализм был более похож на взгляды Родбертуса, нежели Маркса. Ему были чужды интернационализм, республиканизм и революционизм тогдашней социал-демократии, которую он, однако, всегда был готов поддерживать по практическим вопросам.
Оставив пасторство, он занимался главным образом литературным трудом. В 1896 году вместе с Гёре, Гельмутом фон Герлахом и профессором Рудольфом Зомом основал Национал-социальную ассоциацию, которая начала энергичную агитацию с целью составить леволиберальную альтернативу СДПГ. Для пропаганды её идей Науман тогда же основал в Берлине еженедельный журнал Hilfe и газету Zeit, скоро прекратившуюся, но затем возобновившуюся в виде еженедельного журнала.
Дважды потерпев неудачу на выборах в рейхстаг, в 1898 и 1903 годах, Науман пришёл к заключению, что национально-социальная идея не имеет силы, образующей партию, вследствие предложил партии слиться с Союзом свободомыслящих. Журнал Zeit слился с журналом этого союза Nation, в котором Науман с тех пор сотрудничал; но Hilfe издавался им по-прежнему. В 1907 году успешно избрался в рейхстаг.
Науман был также известным стилистом и один из лучших ораторов Германии, соперничающим в этом отношении с Бебелем.
В его честь назван Фонд Фридриха Наумана при современной Свободной демократической партии Германии.

## Сочинения
- «Demokratie und Kaisertum» (Берлин, 1900)
  - Демократия и императорская власть. / Пер. с нем. [и предисл.] И. И. Шитц. — М., 1907. — XIV, [2], 295 с.
- «Arbeiterkatechismus» (1889) и «Nationalsozialer Katechismus» (Берлин, 1897, много изданий);
- «Was thun wir gegen die glaubenslose Sozialdemokratie?» (Лейпциг, 1889);
- «Das soziale Programm der evangelischen Kirche» (Лейпциг, 1890);
- «Was heisst christlich-sozial?» (два выпуска, Лейпциг, 1894—1896);
- «Soziale Briefe an reiche Leute» (Геттинген, 1894);
- «Jesus als Volksmann» (1-й выпуск — «Gröttinger Arbeiterbibliothek», Лейпциг, 1894);
- «Grotteshilfe. Gesammelte Andachten» (7 томов, Геттинген, 1896—1902);
- «Asia» (Берлин, 1899; путешествие по Малой Азии и Сирии);
- «Neudeutsche Wirtschaftspolitik» (Берлин, 1902);
- «Staat und Familie» (Берлин, 1899);
- «Weltpolitik und Sozialreform» (Берлин, 1899);
- «Flotte und Reaction» (Берлин, 1899);
- «Deutschland und Oesterreich» (Берлин, 1900);
- «Nationaler und internationaler Sozialismus» (Берлин, 1901);
- «Die Politik Kaiser Wilhelms II» (Берлин, 1903);
- «Briefe über Religion» (Берлин, 1900);
- «Liberalismus, Zentrum und Sozialdemokratie» (Берлин, 1903);
- «Mitteleuropa» (Берлин, 1915).
- Барт Т., Науман Ф. Обновление либерализма = Die Erneuerung des Liberalismus. — СПб., 1907.